# Microcoelus
Genre
Espèce
Microcoelus est un genre nomen dubium de titanosaure du Crétacé retrouvé en Argentine,.
Basé sur une seule vertèbre dorsale. Un humérus gauche a d'abord été relié à l'espèce, mais il a ensuite été reclassifié comme appartenant à 'Neuquensaurus. Le Microcoelus pourrait se confondre avec Neuquensaurus austalis.